# Sara Stein
Sara Stein è una serie televisiva tedesca di genere poliziesco prodotta nel 2015 dalla televisione ARD e trasmessa dal 3 marzo 2016 al 30 novembre 2017 sul canale Das Erste.
In Italia la serie è andata in onda su Rai Movie dall'8 agosto 2018 al 29 agosto 2018.

## Trama
La serie, ambientata tra Germania e Israele, è incentrata sulla detective berlinese Sara Stein.

## Episodi
| Stagione       | Episodi | Prima TV Germania | Prima TV Italia |
| -------------- | ------- | ----------------- | --------------- |
| Prima stagione | 4       | 2016-2017         | 2018-2018       |

## Personaggi e interpreti
- Sara Stein, interpretata da Katharina Lorenz, doppiata da Francesca Manicone.
Giovane detective berlinese, è la protagonista della serie. Nata in Israele, da Yehuda Kohen e dalla giornalista Miriam Kohen (nata Stein), Sara perde i suoi genitori in un incidente all'età di tre anni, venendo adottata, a sua insaputa, dagli zii berlinesi Leo e Helen. Nel corso della sua carriera a Berlino, non ha mai dato peso alle sue origini ebraiche. Trasferitasi a Tel Aviv per vivere di fianco all'amato David, entra a far parte della squadra omicidi di Tel Aviv.
- Ispettore Jakoov Blok, interpretato da Samuel Finzi, doppiato da Alessio Cigliano.
Di origine ebreo-russa, al trasferimento di Sara in Israele, viene posto come suo partner. Comandante dell'unità di David nel corso della sua esperienza militare, ha sviluppato con quest'ultimo un rapporto molto teso.
- David Shapiro, interpretato da Itay Tiran, doppiato da Riccardo Scarafoni.
Talentuoso e giovane pianista israeliano, è il marito di Sara. Nel corso della sua esperienza nell'esercito ha vissuto esperienze traumatiche che l'hanno poi portato a voler tagliare i contatti con Blok ed i suoi ex commilitoni.
- Comandante Shimon Ben Godin, interpretato da Gil Frank, doppiato da Pasquale Anselmo.
È il burbero ed autoritario capo di Sara.
- Caporale Hanan Chalabi, interpretata da Bat-Elle Mashian, doppiata da Joy Saltarelli.
Collega di Sara. È arabo-israeliana drusa.
- Anne Rodeck, interpretata da Katharina Marie Schubert, doppiata da Paola Majano.
Collega di Sara a Berlino.
- Max Schreiberger, intertpretato da Aljoscha Stadelmann, doppiato da Massimo De Ambrosis.
Collega di Sara a Berlino.

## Produzione
La serie è stata girata tra Germania e Israele. Le riprese sono iniziate nel 2014 a Berlino, per poi spostarsi successivamente a Tel Aviv, quando all'epoca era ancora in corso la guerra a Gaza. La produzione, per motivi di sicurezza, ha infatti dovuto rimandare la presenza del cast in Israele in un secondo momento.
La trama scelta dall'autore per il primo episodio si concentra in particolare su un fenomeno vissuto da Berlino negli ultimi anni, dovuto alla scelta di molti giovani israeliani di trasferirsi in Germania.